# Museo del tessile e dell'abbigliamento Elena Aldobrandini
Il Museo della Moda Napoli, dedicato alla fondatrice dell’istituzione, la nobildonna Elena Aldobrandini (1589 – 1663), è parte integrante e sostanziale della Fondazione Mondragone di Napoli. Sede del Polo della Moda Femminile della Regione Campania, ripercorre la Storia della Moda, descritta, in un ampio arco temporale, dal Settecento ai giorni nostri.

## Storia
Il museo, dedicato a Elena Aldobrandini, fu fondato nel 1655 dalla stessa nobildonna, consorte di Antonio Carafa duca di Mondragone come ritiro per nobili donne in difficoltà.
Le esposizioni museali consistono sostanzialmente in paliotti e paramenti sacri di fine XVIII secolo, merletti e ricami del XIX ed inizio XX secolo e più in generale di abiti e manufatti tessili  dell'artigianato meridionale.. Nel 2003 la raccolta si è arricchita con le donazioni effettuate dallo stilista napoletano Fausto Sarli, con la collezione di Tullia Passerini Gargiulo, costituita da tessuti di San Leucio risalenti alla  fine dell'Ottocento e della prima metà del Novecento.
Sono infine esposti capi provenienti dalla collezione Livio De Simone, comprendente sia gli abiti  esposti in occasione degli eventi  di Mare Moda Capri che tessuti di arredamento, nonché quelli dalla collezione Emilio Schuberth e Vivia Ferragamo.

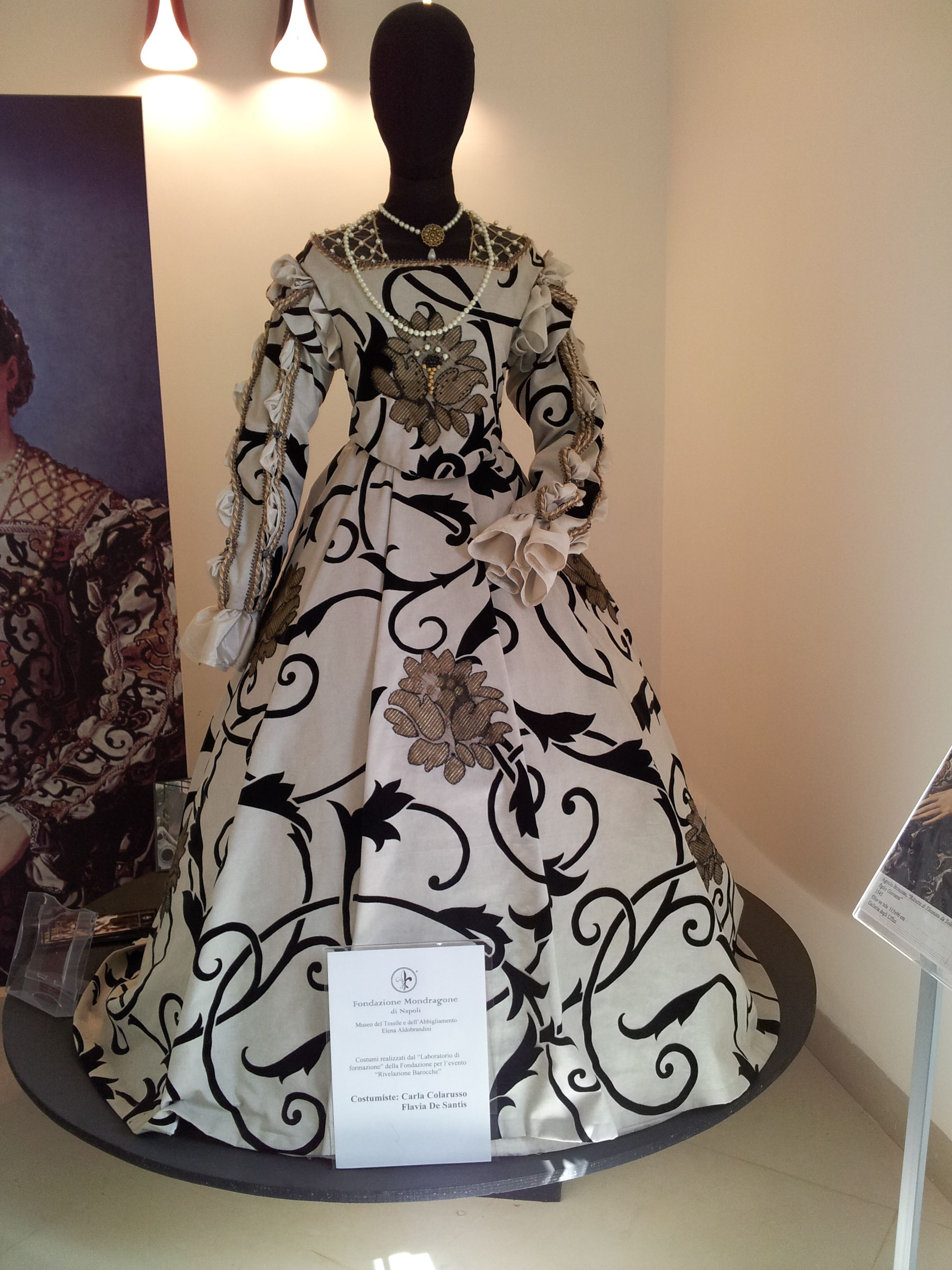
L'abito di Eleonora di Toledo
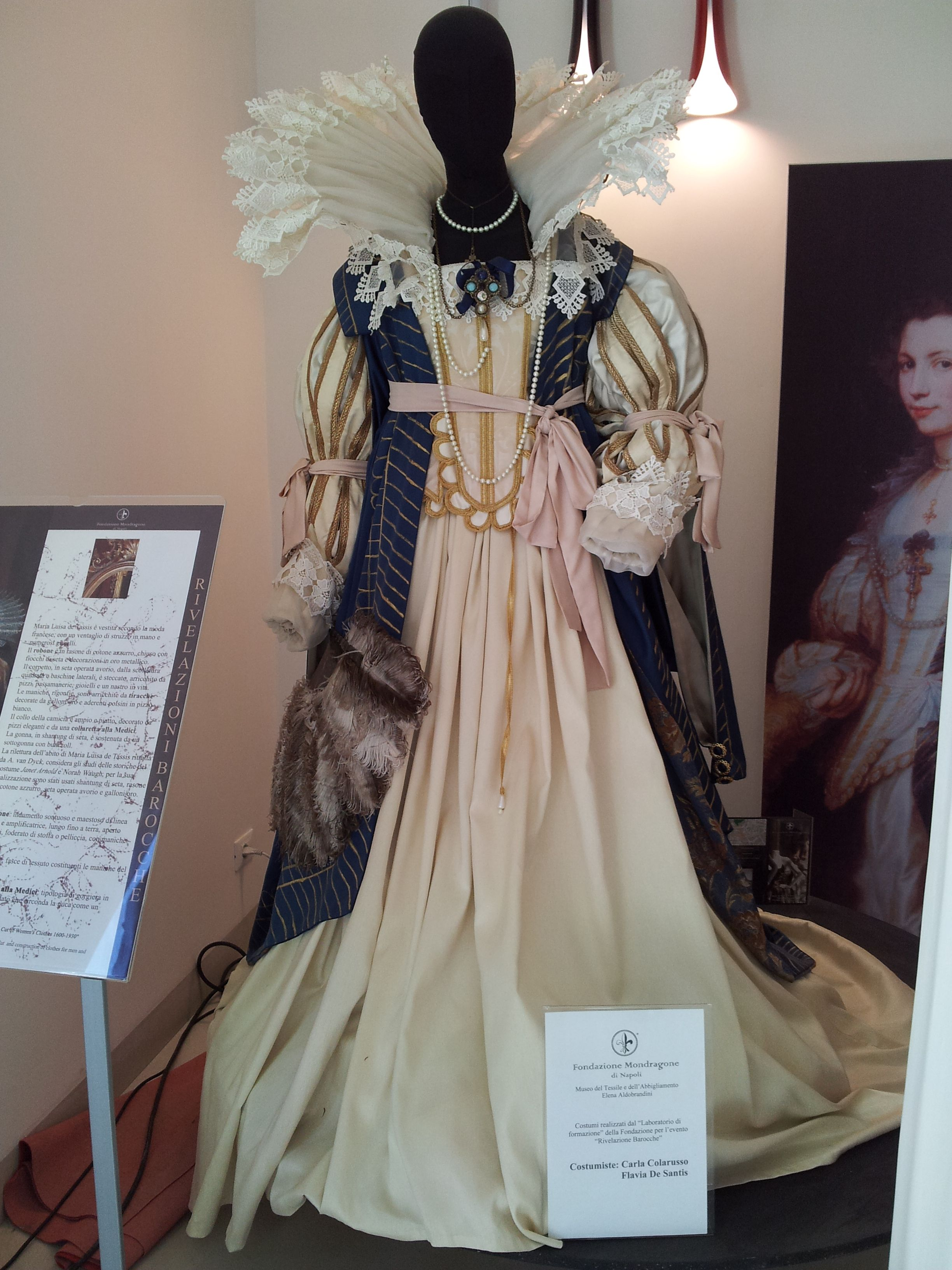
L'abito di Maria Luisa de Tassis

## Museo del guanto
Parte integrante del Museo della Moda Napoli - Fondazione Mondragone, il museo della guanteria è stato inaugurato il 9 novembre 2007. Raccoglie quaranta pezzi storici che vanno dal XVIII secolo ai giorni nostri, oltre a macchinari d'epoca e un abito fatto interamente di guanti.